# Figeac Aero
Figeac Aero est une entreprise spécialisée dans la sous-traitance d'équipements aéronautiques. Il s'agit, en 2023, du premier sous-traitant européen du secteur. L'entreprise œuvre pour la production de pièces de grandes dimensions, de pièces de moteurs, de pièces précises ou pour la réalisation de sous-ensembles. Cotée en bourse depuis 2013, la société réalise 226 millions d'euros de chiffre d'affaires en 2022.
Jean-Claude Maillard fonde la société en 1989.